# Shortcode
Een shortcode of emoji code is een klein stuk tekst of code waarmee emoji ingevoegd kunnen worden in invoervelden.
Om bijvoorbeeld een emoji van een lachend gezichtje (😂) in te voeren, hoeft er bij het gebruik van shortcodes alleen maar :joy: ingetypt te worden, in plaats van dat de gebruiker via een grafisch keuzescherm de gewenste emoji moet aanklikken met de muis. Het wordt vaak gebruikt in chatdiensten en forums, zoals op Discord, Slack en Facebook Messenger, maar ook andere websites met communicatiefuncties, zoals GitHub, kunnen shortcodes ondersteunen. Er is geen vaste specificatie voor het gebruik van shortcodes en de codes die gebruikt dienen te worden om bepaalde emoji in te voeren kunnen dan ook verschillen per platform.